# Бойченко Семен Петрович
Семен Петрович Бойченко (27 квітня 1912, с. Михайлівка Херсонського повіту Херсонської губернії, Російська імперія (нині с. Мар'ївка Баштанського району Миколаївської області, Україна) — 23 січня 1987, Москва, СРСР) — український спортсмен і тренер, перший радянський рекордсмен світу з плавання. Встановив понад 25 світових і всесоюзних рекордів, був багаторазовим чемпіоном СРСР.

## Біографія
Семен Петрович Бойченко народився і виріс в сучасному селі Мар'ївка Баштанського району Миколаївської області 15 (27) квітня 1912 року.
У 1932 році був призваний на військову службу, яку проходив на кораблях Чорноморського флоту.
У серпні 1933 року виграв першість на 300 метрів серед моряків Чорноморського флоту. В 1934 році став переможцем змагань по плаванню брасом на 100, 200 м на першість Червоної армії.
В липні 1935 року у Севастополі в складі збірної команди флоту стає чемпіоном у плаванні брасом на 100 і 200 метрів, встановивши рекорд СРСР. В тому ж році Бойченка переводять до Москви в СКА (спортивний клуб армії). Вже в грудні беручи участь в змаганнях за першість Москви, Бойченко показав час на 100 метрів брасом — 1 хвилина і 8.0 секунд, встановивши світовий рекорд, який на 2,8 секунди перевищував досягнення американця Джона Хіггінса. 
8 листопада 1935 року на міжнародних змаганнях у Празі Бойченко проплив 100 метрів брасом за 1 хвилину і 12,2 секунди, подолавши офіційний рекорд Європи. Менш ніж через місяць у Москві 5 грудня 1935 року він перевершив і світовий рекорд, показавши результат у 1 хвилину і 9,8 секунди.
В липні 1937 року на ІІІ Міжнародній робітничій олімпіаді, що проходила в Антверпені встановив новий рекорд — його результат на дистанції 100 метрів перевищував світовий рекорд, ним же встановлений в кінці 1935 року у Москві. 
У 1938 році на притоці Сени Марне у Парижі відбувся заплив Семена Бойченка на 500 метрів батерфляєм — одним з найбільш технічно складних і важких стилів плавання. До Бойченка ніхто в світі до цього не плив таку дистанцію цим стилем. Там же отримав від французів звання «короля батерфляю». У тому ж році закінчив вищу школу тренерів при Державному центральному інституті фізичної культури.
У 1939 році одним з перших радянських плавців отримав звання заслуженого майстра спорту СРСР, отримав орден «Знак Пошани».
10 травня 1941 року Семен Петрович поставив світовий рекорд на дистанції 100 метрів, пропливши їх за 1 хвилину і 5.1 секунд. 20 травня проплив 200 метрів брасом-батерфляєм за 2 хвилини і 29.8 секунд. Обидва досягнення стали останніми його рекордами на цих дистанціях.
В роки Другої світової війни неодноразово брав участь у чемпіонатах Москви з плавання, де займав перші місця.

### Арешт і подальше життя
Влітку 1948 року бере участь у літній Всесоюзній Олімпіаді в комбінованій естафеті 3×100 (брас, спина, кроль), де зайняв перші місця. Ці змагання у великому спорті для нього були останніми. У тому ж році Бойченко заарештували за обвинуваченням в антирадянській агітації та пропаганді. Засуджений до 10 років виправних трудових таборів ГУЛАГу, строк відбував в  Солікамську (Пермська область). Під час відбування строку працював на пилорамі, писав листи Сталіну і у Верховний суд з проханням переглянути його справу.
Звільнений був лише після смерті Сталіна у 1954 році, а реабілітований у 1956. Семен Петрович повернувся в Москву, працював тренером, був почесним президентом Федерації плавання Москви, членом президії Федерації плавання СРСР. 
В 1960 році на Олімпійських іграх в Римі був тренером збірної СРСР з плавання.
З 1980 року член конгресу ФІНА.
Помер після інфаркту 23 січня 1987 року і похований на Преображенському кладовищі міста Москви.

## Звання та нагороди
- Заслужений майстер спорту СРСР з плавання (1939).
- Орден «Знак Пошани» (1939);
- Суддя всесоюзної і міжнародної категорії з плавання;
- Почесний президент Федерації плавання Москви;
- Член президії Федерації плавання СРСР;
- Заслужений працівник культури Росії;
- Член конгресу ФІНА 1980 року.

## Пам'ять
- Письменник Б. М. Раєвський у 1959 році написав повість «Тільки вперед» (рос. «Только вперед»), присвячену радянським плавцям. Прототипом одного з персонажів книги, спортсмена Віктора Важдаєва, став Семен Петрович Бойченко[4].
- У червні 2010 року в передмісті Миколаєва пройшли змагання на відкритій волі. В квітні 2011 року в Миколаєві плавці змагались уже під стелею спорткомплексу «Водолій».
- У 2009 році в місті Баштанка Миколаївської області Семену Петровичу Бойченку встановлено пам'ятник.
- У рідному селі спортсмена, Мар'ївці, зберігся дім, в якому він народився. На будинку встановлено пам'ятну дошку.
- Мар'ївська школа та одна з вулиць села носить ім'я Семена Бойченка.
- 30 квітня 2009 року в Мар'ївській школі відбулося урочисте відкриття музею, створеного на честь видатного земляка.
- Щорічно в останню неділю липня на річці Інгул, в Мар'їнім Гаю Баштанського району Миколаївської області, проходять змагання на честь Бойченка: ветерани флоту, ветерани спорту та всі бажаючі змагаються на відкритій воді.
- У 2012 році до 100-річчя від дня народження легендарного плавця в селі Чорноморка Миколаївського району Миколаївської області ім'я видатного спортсмена було присвоєно плавальному басейну, там же пройшов відкритий турнір з плавання в категорії «Мастерс», присвячений ювілею від дня народження плавця.
- У 2016 році ім’я Семена Бойченка введено до Зали світової слави водних видів спорту (Санта-Клара, штат Каліфорнія, США).